# کنتیل (کالیفرنیا)
کنتیل (به انگلیسی: Cantil) یک منطقهٔ مسکونی در ایالات متحده آمریکا است که در شهرستان کرن، کالیفرنیا واقع شده‌است. کنتیل ۶۱۵ متر بالاتر از سطح دریا واقع شده‌است.